# 2012 في إسرائيل
فيما يلي قوائم الأحداث التي وقعت خلال عام 2012 في إسرائيل.

## أحداث

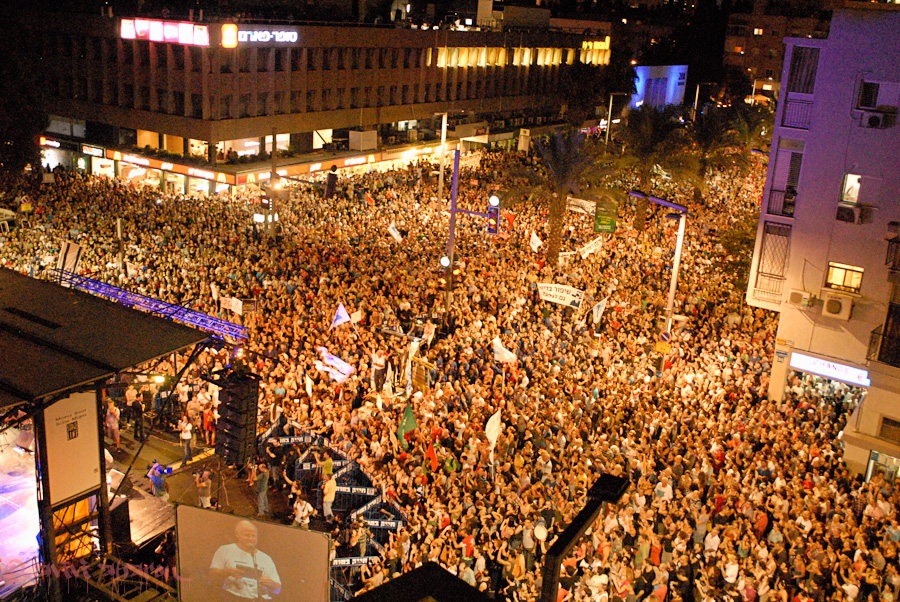
المتظاهرون خلال الاحتجاج الاجتماعي ، تل أبيب

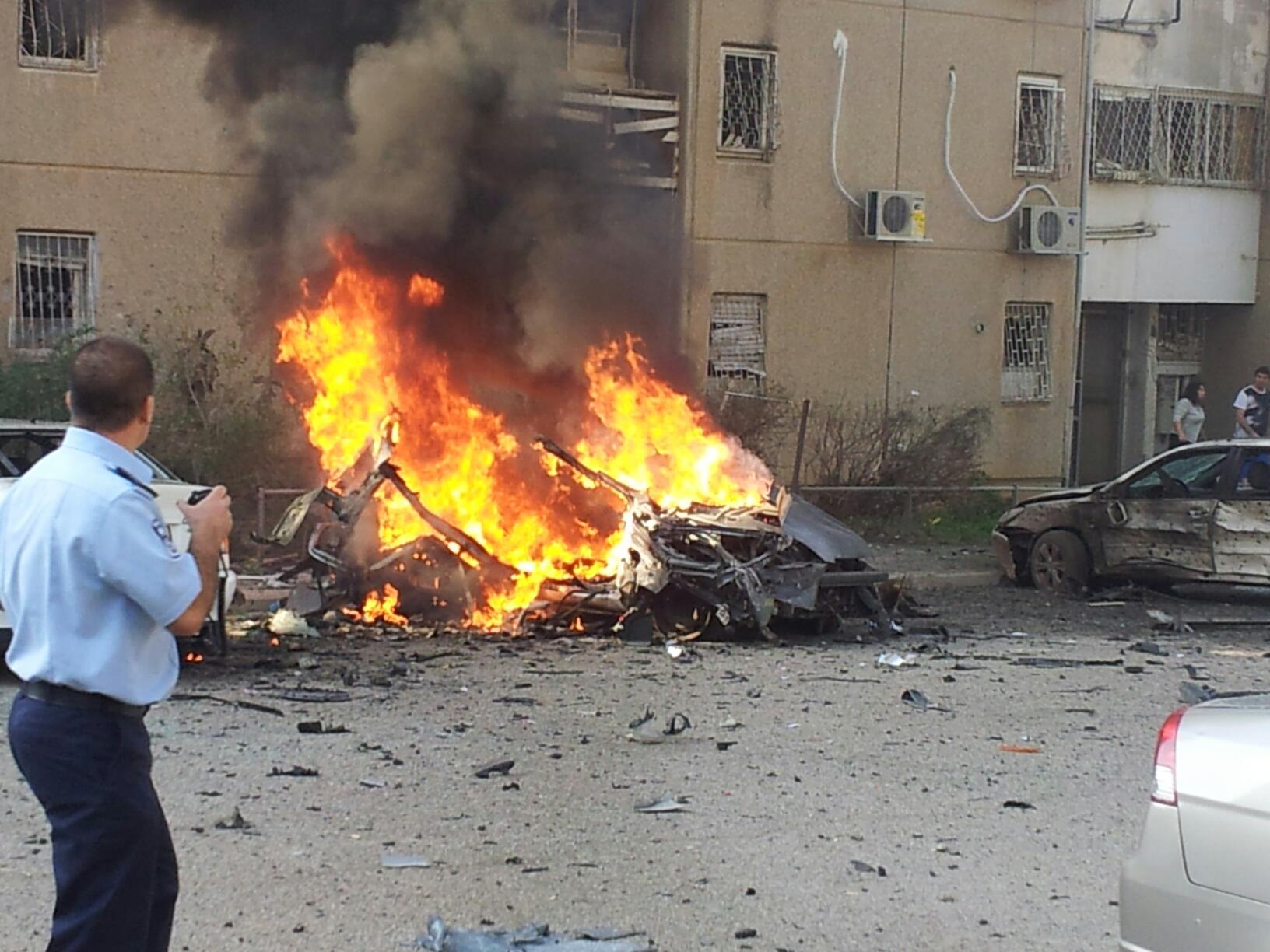
أصاب صاروخ غراد في سيارة قرب مبنى في بئر السبع

وافقت الجمعية العامة للأمم المتحدة على إشراك السلطة الفلسطينية في المنظمة كدولة مراقبة غير كاملة العضوية. نتائج التصويت كانت::

- 21 نوفمبر – تفجير حافلة تل أبيب 2012
- 5 أغسطس – هجمات شمال سيناء

## سياسة

### تعيين في المنصب
- 9 مايو – شائول موفاز نائب رئيس الوزراء ‏.
- 9 مايو – شيلي يحيموفيتش قائد المعارضة.
- 17 مايو – أكرم حسون عضو الكنيست [الإنجليزية]‏.
- 3 ديسمبر – يوئيل حسون عضو الكنيست [الإنجليزية]‏.
- 18 ديسمبر – بنيامين نتانياهو وزير الخارجية الإسرائيلي  [لغات أخرى]‏.

### انتهاء فترة المنصب
- 1 يناير – افيغادور ليبرمان نائب رئيس الوزراء ‏،وزير الخارجية الإسرائيلي  [لغات أخرى]‏.
- 14 فبراير – متان فلنائي عضو الكنيست [الإنجليزية]‏.
- 3 مايو – تسيبي ليفني عضو الكنيست [الإنجليزية]‏.
- 22 يوليو – شيلي يحيموفيتش قائد المعارضة.
- 16 أغسطس – آفي ديختر عضو الكنيست [الإنجليزية]‏.
- 3 ديسمبر – يوئيل حسون عضو الكنيست [الإنجليزية]‏.
- 9 ديسمبر – عمير بيرتز عضو الكنيست [الإنجليزية]‏.

## أفلام
من الأفلام التي صدرت هذه السنة في إسرائيل:
- 10 يوليو – الحارسون من إخراج Dror Moreh [الإنجليزية]‏.
- 7 سبتمبر – خارج في الظلام من إخراج مايكل ماير (دي جي).

## وفيات

### يوليو
- 6 يوليو – هاني الحسن (مواليد 1939) سياسي فلسطيني.[1]

### سبتمبر
- 28 سبتمبر – أبراهام أدان (مواليد 1926)[2]

### ديسمبر
- 19 ديسمبر – أمنون ليبكين شاحاك (مواليد 1944)[3]